# Saint-Ouen (Somme)
Saint-Ouen é uma comuna francesa na região administrativa de Altos da França, no departamento de Somme. Estende-se por uma área de 4,35 km², com 2 196 habitantes, segundo os censos de 1999, com uma densidade de 504 hab/km².